# Ridleia
Ridleia is een geslacht van sponsdieren uit de klasse van de Demospongiae (gewone sponzen).

## Soorten
- Ridleia dendyi de Laubenfels, 1934
- Ridleia oviformis Dendy, 1888